# آبایجا گیلبرت
آبایجا گیلبرت (به انگلیسی: Abijah Gilbert) سناتور سابق عضو حزب جمهوری‌خواه ایالات متحده آمریکا بود. وی در سال ۱۸۶۹ تا ۱۸۷۵ میلادی سناتور ایالت فلوریدا در سنای ایالات متحده آمریکا بود.